# Provavelmente Alegria
Provavelmente Alegria é uma obra de poesia de José Saramago, lançado em 1970 pela Livros Horizonte.
Trata-se de uma recolha poética dos quatro anos, entre 1966 até 1970, sucedendo a Os Poemas Possíveis.
Após a publicação desta obra, José Saramago não voltou à poesia.